# Tamischbachturm
Der Tamischbachturm ist ein 2035 m ü. A.
hoher Berg in den Ennstaler Alpen in der Steiermark. Er ist der zweithöchste Berg der Buchsteingruppe, also der Gesäuseberge nördlich der Enns, und liegt im Nationalpark Gesäuse. Der Tamischbachturm gilt als einer der leicht zu besteigenden Zweitausender im Gesäuse und als lohnender Aussichtsberg. 

## Anstiege
- Der leichteste Anstieg (markierter Wanderweg) führt in ca. 1½ Stunden von der Ennstaler Hütte über den Westgrat auf den Gipfel. Dieser Weg ist im Winter Aufstiegsweg für Schitourengeher.
- Von Hieflau führt ein markierter Weg über den Südgrat auf den Gipfel, hier sind mehr als 1500 Höhenmeter zu überwinden. Der Südgrat kann auch über eine Forststraße (Mountainbikestrecke) von Gstatterboden zur Hochscheibenalm erreicht werden.
- Der Gipfel kann auch über den Grat vom Buttensattel im Osten unmarkiert erstiegen werden; eine Felsrampe unterhalb des Gipfels erfordert gute Trittsicherheit (Schwierigkeitsgrad I).
- Die Kletterrouten der ca. 1000 m hohen Nordwand werden wegen der schlechten Felsqualität nur sehr selten begangen.

## Bilder

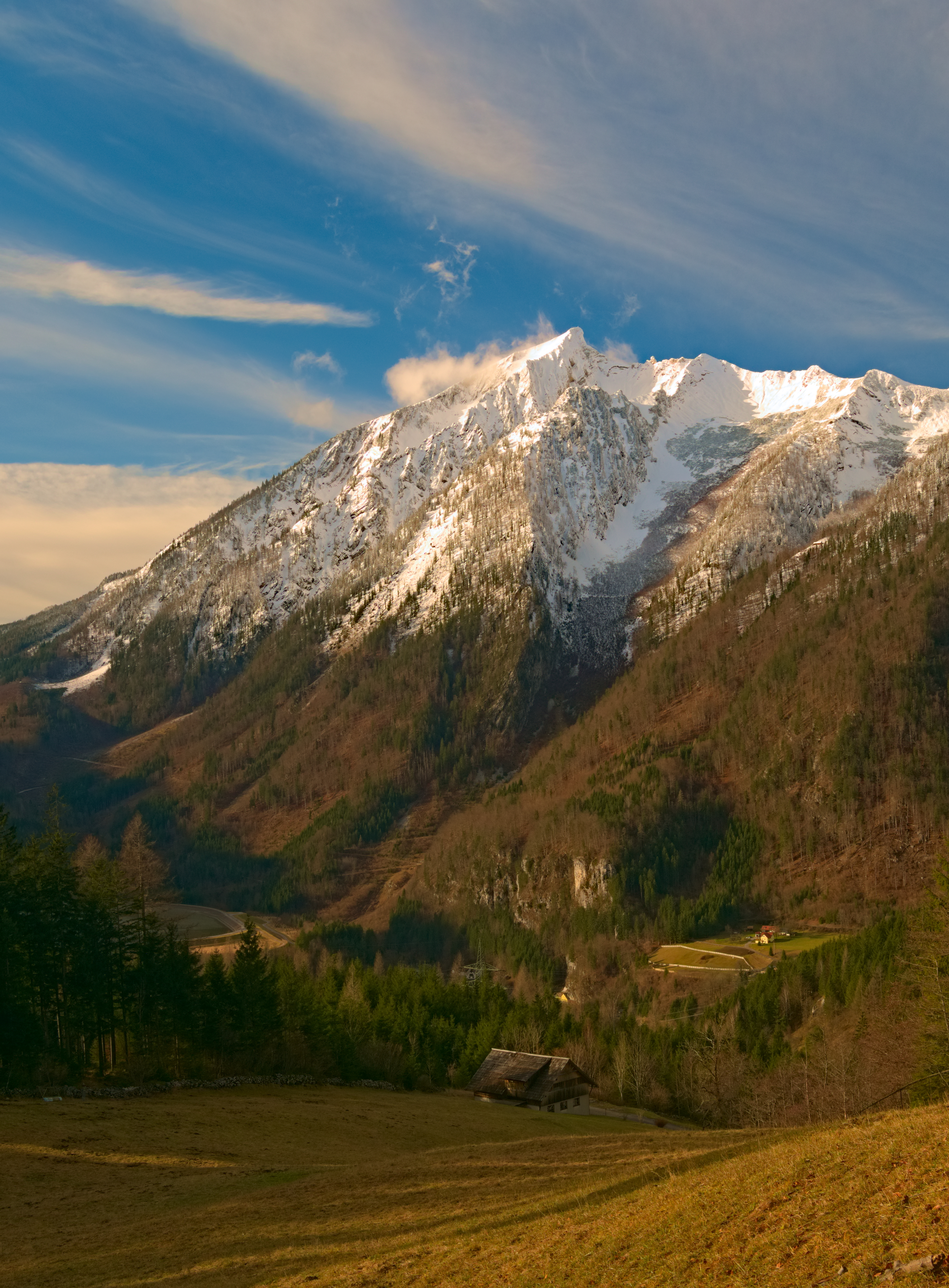
Tamischbachturm mit frischem Schnee von Osten

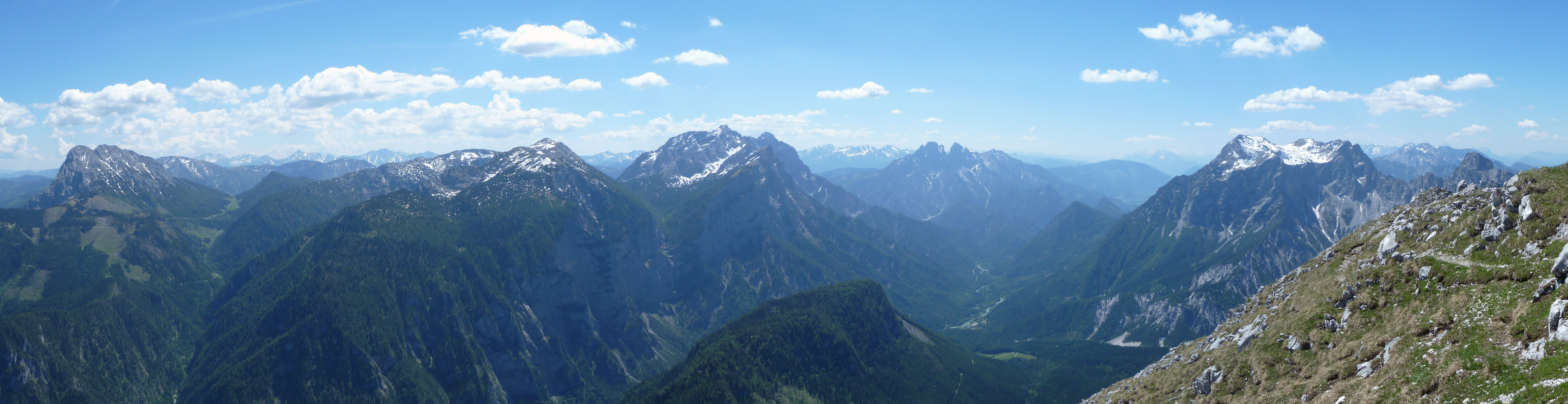
Panoramablick vom Tamischbachturm nach Süden und Westen; v. l. n. r.: Lugauer, Hochzinödl, Hochtor, Reichenstein und Sparafeld, Großer Buchstein